# Noelle Beck
Noelle Beck (Baltimore (Maryland), 14 december 1967) is een Amerikaans actrice.

## Biografie
Beck begon in 1989 met acteren in de film Fletch Lives. Hierna heeft zij nog meerdere rollen gespeeld in films en televisieseries. Het meest bekend is zij van haar rol als Lily Snyder in de televisieserie As the World Turns waar zij in 271 afleveringen speelde (2008-2010).
Beck is in 1990 getrouwd en heeft hieruit drie kinderen.

## Filmografie

### Films
Uitgezonderd korte films.
- 2013 Innocence – als Sarah Wilson
- 2010 Wall Street: Money Never Sleeps – als vrouw van Bretton
- 2009 Frame of Mind – als Linda
- 2007 If I Didn't Care – als Janice Meyers
- 2005 The Naked Brothers Band: The Movie – als Katrina
- 2005 Trust the Man – als stewardess
- 2004 Mt Sexiest Mistake – als Andie
- 2004 The Deerings – als Ellie
- 1996 919 Fifth Avenue - als Audrey Wildsmith
- 1996 The Substitute – als Deidre Lane
- 1994 Love on the Run – als Ava Dietrich
- 1994 Golden Gate – als Danie Addison
- 1989 Fletch Lives – als Betty Dilworth

### Televisieseries
Uitgezonderd eenmalige gastrollen.
- 2013 - 2014 The Carrie Diaries - als mrs. Kydd - 5 afl.
- 2011 Blue Bloods – als Sue Conners – 3 afl.
- 2008 – 2010 As the World Turns – als Lily Snyder – 271 afl.
- 2008 Cashmere Mafia – als Cilla Gray – 4 afl.
- 2006 The Evidence – als inspecteur Jessica Sykes – 2 afl.
- 2005 Rescue Me – als Mariel – 4 afl.
- 2000 Tucker – als Jeannie Pierce – 4 afl.
- 1996 Central Park West – als Jordan Tate – 8 afl.
- 1985 – 1995 Loving – als Patricia Alden Sowolsky Hartman McKenzie – 11 afl.